# Pyramide anonyme de Dahchour
La pyramide anonyme de Dahchour se situe au centre de Dahchour en Égypte, au sud de la pyramide d'Amenemhat II. Il s'agit d'un monument repéré par l'égyptologue allemand Rainer Stadelmann et datant probablement de la XIIIe dynastie. S'agit-il de l'une des deux pyramides repérées par Karl Richard Lepsius et portant les numéros 54 et 55 sur sa liste ? Des blocs de calcaire portant des inscriptions au nom d'un Amenemhat ont été découverts à cet endroit. S'agit-il d'Amenemhat II dont la pyramide se trouve à proximité ou bien d'Amenemhat IV, souverain contemporain de la XIIIe dynastie ? Ces questions restent posées, la construction d'un pipeline en 1975 a fortement endommagé ce qu'il restait du monument, emportant tout espoir de pouvoir un jour les résoudre.